# コール・ポーター
コール・ポーター（Cole Porter、1891年6月9日 - 1964年10月15日）は、アメリカ合衆国の作曲家・作詞家。本名コール・アルバート・ポーター（Cole Albert Porter）。機知に富んだ都会的な詞で知られ、ミュージカルや映画音楽の分野で多くのスタンダード・ナンバーを残した。ミュージカル『キス・ミー・ケイト』は特に人気が高く、日本でもしばしば上演される。

## 来歴
インディアナ州生まれ。6歳でヴァイオリンを、8歳でピアノを習う。イェール大学在学中に大学公式応援歌『ブルドッグ』を作曲する。『ブルドッグ』はラグビーのタッチダウンが成功した時に歌われる。卒業後、ハーバード大学に入学するが、最終的に音楽家としての道を選ぶ。
1915年、ブロードウェイ・ミュージカル『Hands Up』に楽曲提供し、本格的に作曲家として活動を開始する。しかし、翌年手がけた『まずアメリカを見よ』が、2週間で打ち切られるという挫折を経験し、その後パリに渡る。1918年、リンダ・リー・トーマスと出会う。コールは自分が同性愛者であることを告白するが、リンダは結婚に応じた。ヨーロッパでも作曲活動を続け、1923年にはバレエ曲「Within The Quota」を作曲した。しかし、依然として成功に恵まれず、1920年代後半に帰国した。

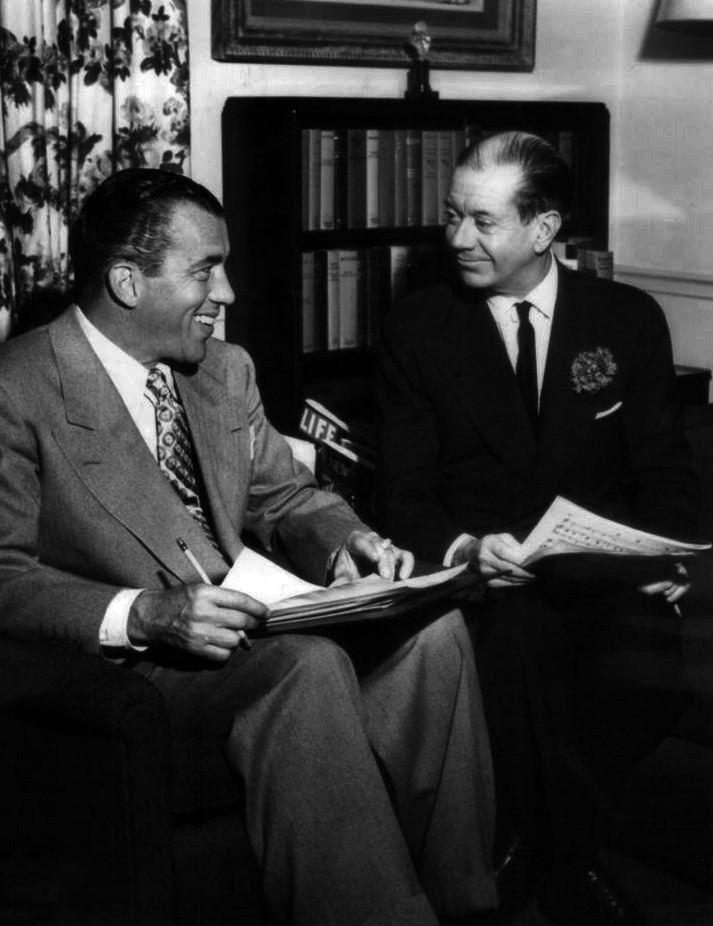
コール・ポーターと
エド・サリヴァン
（1952年）

1930年、ミュージカル『ザ・ニューヨーカーズ』（en:The New Yorkers）に「ラブ・フォー・セール」等の楽曲を提供した。この時も成功には至らず、逆に歌詞の内容が物議を醸しラジオ放送禁止となるが、「ラブ・フォー・セール」は後年スタンダード・ナンバーとなった。そして、1932年にはミュージカル『陽気な離婚（Gay Divorce）』が大ヒットする。ここでフレッド・アステアが歌った「夜も昼も」は、コールの代表曲の一つと目される。1936年には映画『踊るアメリカ艦隊』に「イージー・トゥ・ラヴ」等を提供し、映画音楽の分野にも進出した。
1948年、ミュージカル『キス・ミー・ケイト』が大ヒットし、トニー賞を受賞した。1958年には落馬による負傷が元で右足に潰瘍ができ、手術を繰り返した末に切断して義足を付ける。その後も多くの曲を作るが、1964年、腎不全のためカリフォルニア州サンタモニカで亡くなる。

## 代表作
- 「アイ・ゲット・ア・キック・アウト・オブ・ユー（君にこそ心ときめく）」
- 「アイ・コンセントレイト・オン・ユー」
- 「アイ・ラヴ・ユー」
- 「アイ・ラヴ・パリ」
- 「アイヴ・ガット・ユー・アンダー・マイ・スキン（あなたはしっかり私のもの）」(en:I've Got You Under My Skin)(1936年) - フランク・シナトラやフォー・シーズンズにカバーされた[2]。
- 「イージー・トゥ・ラヴ」 - チャーリー・パーカーやハンク・モブレー等が取り上げた
- 「イッツ・オール・ライト・ウィズ・ミー」
- 「イッツ・ディ・ラヴリー」
- 「イン・ザ・スティル・オブ・ザ・ナイト」
- 「エニシング・ゴーズ」
- 「エブリタイム・ウィセイ・グッバイ（いつもさよならを）」
- 「オール・オブ・ユー」 - マイルス・デイヴィスのレパートリーとなり、アルバム『ラウンド・アバウト・ミッドナイト』に収録された他、初来日公演でも演奏された。モダン・ジャズ・カルテット、ビル・エヴァンス、キース・ジャレット・トリオ等も取り上げる。
- 「ゲット・アウト・オブ・タウン」
- 「恋とは何でしょう」
- 「ジャスト・ワン・オブ・ゾーズ・シングズ」
- 「ソー・イン・ラヴ」 - モートン・グールド編曲のバージョンが、日本のテレビ番組『日曜洋画劇場』のエンディング・テーマに使われた。
- 「トゥルー・ラヴ」 - ジョージ・ハリスンのアルバム『33 1/3』で取り上げられた。
- 「ナイト・アンド・デイ」
- 「ビー・ア・クラウン」
- 「ビギン・ザ・ビギン」
- 「マイ・ハート・ビロングス・トゥ・ダディ」
- 「ユード・ビー・ソー・ナイス・トゥ・カム・ホーム・トゥ」
- 「ユーアー・ザ・トップ（en:You're The Top）」
- 「ラブ・フォー・セール」

## ミュージカル
- 1930年：ザ・ニューヨーカーズ（The New Yorkers） - 「ラヴ・フォー・セール」
- 1932年：陽気な離婚（Gay Divorce） - 「ナイト・アンド・デイ」
- 1934年：エニシング・ゴーズ（Anything Goes） - 「エニシング・ゴーズ」「アイ・ゲット・ア・キック・アウト・オブ・ユー」「ユーアー・ザ・トップ（en:You're The Top）」
- 1935年：ジュビリー（en:Jubilee (musical)） - 「ビギン・ザ・ビギン」
- 1938年：リーヴ・イット・トゥ・ミー（Leave It To Me） - 「ゲット・アウト・オブ・タウン」「マイ・ハート・ビロングス・トゥ・ダディ」
- 1943年：メキシカン・ヘイライド（Mexican Hayride） - 「アイ・ラヴ・ユー」
- 1948年：キス・ミー・ケイト（Kiss Me, Kate） - 「ソー・イン・ラヴ」
- 1953年：カン・カン（Can-Can） - 「アイ・ラヴ・パリ」、「セ・マニフィーク」、「イッツ・オールライト・ウィズ・ミー」
- 1954年：絹の靴下（Silk Stockings） - 「オール・オブ・ユー」

## コール・ポーター作品による映画
- 1936年：踊るアメリカ艦隊（Born To Dance） - 「イージー・トゥ・ラヴ」「あなたはしっかり私のもの」
- 1937年：ロザリー（:en:Rosalie） - 「イン・ザ・スティル・オブ・ザ・ナイト」
- 1942年：サムシング・トゥ・シャウト・アバウト（Something To Shout About） - 「ユード・ビー・ソー・ナイス・トゥ・カム・ホーム・トゥ」
- 1948年：踊る海賊（The Pirate） - 「ビー・ア・クラウン」
- 1953年：キス・ミー・ケイト（:en:Kiss Me Kate）
- 1955年：上流社会（High Society） - 「トゥルー・ラヴ」
- 1968年：キス・ミー・ケイト（:en:Kiss Me Kate 1968）

## 伝記映画
- 夜も昼も（:en:Night and Day 1946） - 1946年公開、マイケル・カーティス監督。コール・ポーター役はケーリー・グラント。レイ・ハインドルフとマックス・スタイナーによる音楽はアカデミー賞にノミネートされた。
- 五線譜のラブレター（De-Lovely） - 2004年公開、アーウィン・ウィンクラー監督。コール・ポーター役はケヴィン・クライン。アラニス・モリセット、シェリル・クロウ、エルヴィス・コステロ、ダイアナ・クラール、ナタリー・コールなどがコールの曲を歌った。

## バレエ作品
1923年、ジェラルド・マーフィーと共同で「Landed」という短いバレエ作品を作曲した。パリで1920年に創設されたバレエ団「バレエ・スエドワ」のために書かれた16分あまりのこの作品は、後に「Within the Quota」に改題され、アメリカ移民が映画スターになるまでを風刺的に描いている。シャルル・ケクランによりオーケストレーションされ、ダリウス・ミヨーの世界の創造と同夜に初演された。ジョージ・ガーシュウィンのラプソディ・イン・ブルーに先立つこと4カ月前の、もっとも初期のシンフォニックジャズの一つである。1923年10月にシャンゼリゼ劇場で行われた初演は、フランス、アメリカの双方の観客から好意的に受け入れられた。
翌月、成功裡に終わったニューヨーク公演を皮切りに「バレエ・スエドワ」は、全米で69回公演を行った。1年後の1925年、「バレエ・スエドワ」が解散すると曲のスコアは失われたが、残された原稿をもとに1966年から1990年にかけてミヨーらによって復元された。

## トリビュート・アルバム
コールの楽曲はジャズの素材として好まれ、多数のトリビュート・アルバムがある。
- エラ・フィッツジェラルド『シングス・ザ・コール・ポーター・ソングブック』（1956年）
- オスカー・ピーターソン『プレイズ・コール・ポーター』（1959年）
- ステファン・グラッペリ『プレイズ・コール・ポーター』（1976年）